# Карел Шкорпил
Карел Шкорпил (на чешки: Karel Škorpil) е чешко-български археолог и музеен деец, академик на БАН (1918), създател (заедно с братята си Херман и Владислав) на българската археологическа наука и музейно дело, откривател на останките от първата българска столица Плиска. Почетен консул на Чехословакия.

## Биография
Карел Шкорпил е роден на 15 юли 1859 г. в гр. Високе Мито, Източна Чехия, тогава в Австрийската империя. Завършва гимназия в Пардубице, Карловия университет и Висшето техническо училище в Прага.
Пристига в България (август 1881 г.) след Освобождението и работи като гимназиален учител по математика, естествознание, технически науки и рисуване в Пловдив (1882 – 1886), Сливен (1886 – 1888), Варна (1888 – 1890 и 1894 – 1915), Русе и Велико Търново (1890 – 1894). След пенсионирането си в 1915 г. е несменяем директор на Варненския археологически музей. Преподавател е в Морското машинно училище и Търговското училище във Варна.
Започва да се преквалифицира в професионален археолог още като млад учител. Шкорпил постепенно развива забележителна научна дейност. В продължение на над 50 години публикува самостоятелно и в съавторство с брат си Херман около 150 научни труда, от тях 30 на чужди езици – немски, чешки и руски. Съосновател на Варненското археологическо дружество в началото на юни 1902 г..
Карел Шкорпил е участник във Научната експедиция в Добруджа през 1917 г., където изследва старобългарските укрепителни валове и селища. През май 1918 г. е командирован от директора на Народния археологически музей д-р Богдан Филов да проучи новооткрития от военните некропол до с. Требенище край Охрид.
Още през 1899 г. става член-кореспондент на държавния Австрийски археологичен институт, Виена, а през 1918 г. е избран за член на Българската академия на науките.
През 1924 г. Карел Шкорпил става инициатор и пръв председател на Археологическо сдружение „Българска старина“, което организира провеждането на мащабни разкопки в Плиска, Мадара и Преслав, допринасяйки за опазването и популяризирането на българското културно-историческо наследство.
Карел Шкорпил е свързан и със спортно-туристическото движение в България. Като преподавател във Варненската мъжка гимназия, той става „кръстник“ на първото официално спортно и футболно дружество в България. На 18 май 1913 г., той дава името „Река Тича“ на съществуващото от месец и половина по-рано дружество с името „Галата“. Днешен ПФК Черно море (Варна)
Почетен консул е на Чехословакия, със седалище във Варна, от 1929 г. 
Карел Шкорпил умира в София на 9 март 1944 г. Гробът му е в старата столица Плиска.

## Почит
В чест на братята археолози Карел и Херман Шкорпил са наименувани улицата („Братя Шкорпил“) във Варна (където е запазена къщата им) която вече не е семейна собственост. Улици с тяхното име има и в Пловдив и Шумен и в квартал „Надежда IV“ в София (Карта). На тях е кръстено и варненското село Шкорпиловци.